# Cybister
Cybister es un género de escarabajos de la familia  Dytiscidae. Es originario del Viejo Mundo, Norteamérica, y Australia. Hay 80 especies en el género (Kalnins, 1999).

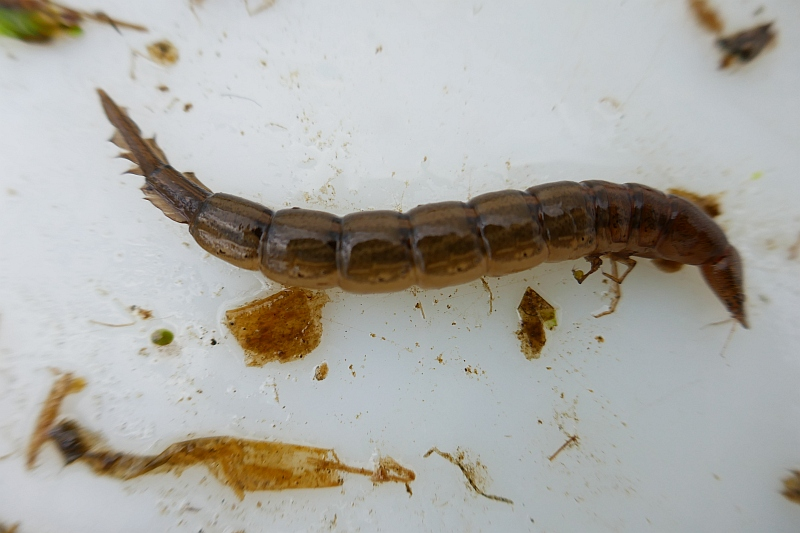
Cybister lateralimarginalis, larva

## Especies

### SubgéneroCybisterCurtis, 1827
- Cybister alluaudi Guignot, 1936
- Cybister bengalensis Aubé, 1838
- Cybister buqueti Aubé, 1838
- Cybister cardoni Severin, 1890
- Cybister celebensis Sharp, 1882
- Cybister cephalotes Sharp, 1882
- Cybister chinensis Motschulsky, 1854
- Cybister cinctus Sharp, 1882
- Cybister cognatus Sharp, 1882
- Cybister concessor Guignot, 1947
- Cybister confusus Sharp, 1882
- Cybister crassipes Sharp, 1882
- Cybister crassiusculus Régimbart, 1895
- Cybister dejeanii Aubé, 1838
- Cybister dytiscoides Sharp, 1882
- Cybister ellipticus LeConte, 1852
- Cybister explanatus LeConte, 1852
- Cybister extenuans (Walker, 1858)
- Cybister favareli Guignot, 1936
- Cybister fimbriolatus (Say, 1823)
- Cybister fumatus Sharp, 1882
- Cybister godeffroyi (Wehncke, 1876)
- Cybister gracilis Sharp, 1882
- Cybister gschwendtneri Guignot, 1935
- Cybister guerini Aubé, 1838
- Cybister guignoti Gschwendtner, 1936
  - Cybister guignoti pseudosenegalensis Guignot, 1936
- Cybister hypomelas Régimbart, 1892
- Cybister janczyki Mouchamps, 1957
- Cybister javanus Aubé, 1838
- Cybister laevis Falkenström, 1936
- Cybister lateralimarginalis (De Geer, 1774)
  - Cybister lateralimarginalis ponticus Sharp, 1882
  - Cybister lateralimarginalis torquatus (Fischer von Waldheim, 1829)
- Cybister lewisianus Sharp, 1873
- Cybister limbatus (Fabricius, 1775)
- Cybister loxidiscus Wilke, 1920
- Cybister natalensis (Wehncke, 1876)
- Cybister nebulosus Gschwendtner, 1931
- Cybister occidentalis Aubé, 1838
- Cybister pectoralis Sharp, 1882
- Cybister pederzanii Rocchi, 1979
- Cybister reichei Aubé, 1838
- Cybister rugosus (W.S.Macleay, 1825)
- Cybister rugulosus (Redtenbacher, 1844)
- Cybister schoutedeni Gschwendtner, 1932
- Cybister semiaciculatus Schaufuss, 1887
- Cybister senegalensis Aubé, 1838
- Cybister straeleni Guignot, 1952
- Cybister tibialis Sharp, 1882
- Cybister tripunctatus (Olivier, 1795)
  - Cybister tripunctatus africanus Laporte, 1835
  - Cybister tripunctatus lateralis (Fabricius, 1798)
  - Cybister tripunctatus temnenkii Aubé, 1838
- Cybister ventralis Sharp, 1882
- Cybister weckwerthi Hendrich, 1997
- Cybister wittmeri Brancucci, 1979
- Cybister yulensis Guignot, 1956

### SubgéneroMegadytoidesBrinck, 1945
- Cybister marginicollis Boheman, 1848

### SubgéneroMelanectesBrinck, 1945
- Cybister alemon Guignot, 1948
- Cybister aterrimus Régimbart, 1899
- Cybister basilewskyi Guignot, 1950
- Cybister bellicosus Guignot, 1947
- Cybister bimaculatus Aubé, 1838
- Cybister blotei Guignot, 1936
- Cybister brevis Aubé, 1838
- Cybister burgeoni Guignot, 1947
- Cybister convexus Sharp, 1882
- Cybister dehaanii Aubé, 1838
- Cybister desjardinsii Aubé, 1838
- Cybister dissentiens Mouchamps, 1957
- Cybister distinctus Régimbart, 1878
- Cybister ertli Zimmermann, 1917
- Cybister feraudi Guignot, 1934
- Cybister griphodes Guignot, 1942
- Cybister immarginatus Fabricius, 1798)
- Cybister insignis Sharp, 1882
  - Cybister insignis caprai Guignot, 1949
  - Cybister insignis purpureovirgatus Guignot, 1946
- Cybister irritans (Dohrn, 1875)
- Cybister longulus Gschwendtner, 1932
- Cybister lynceus J.Balfour-Browne, 1950
- Cybister mesomelas Guignot, 1942
- Cybister mocquerysi Régimbart, 1895
- Cybister modestus Sharp, 1882
- Cybister nigrescens Gschwendtner, 1933
- Cybister nigripes Wehncke, 1876
- Cybister operosus Sharp, 1882
- Cybister owas Laporte, 1835
- Cybister papuanus Guignot, 1956
- Cybister pinguis Régimbart, 1895
- Cybister posticus Aubé, 1838
- Cybister procax Guignot, 1947
  - Cybister procax vicinatus Mouchamps, 1957
- Cybister prolixus Sharp, 1882
- Cybister semirugosus Harold, 1878
- Cybister siamensis Sharp, 1882
- Cybister smaragdinus Régimbart, 1895
- Cybister sugillatus Erichson, 1834
- Cybister sumatrensis Régimbart, 1883
- Cybister thermolytes Guignot, 1947
- Cybister vicinus Zimmermann, 1917
- Cybister vulneratus Klug, 1834
- Cybister zimmermanni Mouchamps, 1957

### SubgéneroNeocybisterK.B. Miller, Bergsten & Whiting, 2007
- Cybister festae Griffini, 1895
- Cybister puncticollis (Brullé, 1837)

### Subgénero desconocido
- Cybister parvus Trémouilles, 1984

### Especies fósiles
Estas siete especies extintas se conocen solo a partir de fósiles:
- †Cybister agassizi Heer, 1862
- †Cybister atavus Heer, 1862
- †Cybister fractus Riha, 1974
- †Cybister imperfectus Riha, 1974
- †Cybister mancus Riha, 1974
- †Cybister nicoleti Heer, 1862
- †Cybister rotundatus Riha, 1974